# Chinese Race Walking Grand Prix 2024
Chinese Race Walking Grand Prix 2024 – międzynarodowe zawody w chodzie sportowym, który odbył się 3 marca 2024 w chińskim Taicang. Zawody były zaliczane do cyklu World Athletics Race Walking Tour Gold w sezonie 2024.
W programie zawodów znalazły się również konkurencje w niższych kategoriach wiekowych oraz sztafeta mieszana na dystansie maratonu.

## Wyniki
| WL – najlepszy wynik na listach światowych w sezonie \| NR – rekord kraju \| PB – rekord życiowy \| SB – najlepszy wynik w sezonie |

### Mężczyźni
| Konkurencja:  | 1. miejsce | Rezultat   | 2. miejsce    | Rezultat   | 3. miejsce  | Rezultat   |
| Chód na 20 km | Zhang Jun  | 1:17:26 PB | Massimo Stano | 1:17:26 NR | Caio Bonfim | 1:17:44 NR |

### Kobiety
| Konkurencja:  | 1. miejsce | Rezultat   | 2. miejsce | Rezultat   | 3. miejsce | Rezultat   |
| Chód na 20 km | Ma Zhenxia | 1:26:07 PB | Yang Jiayu | 1:26:07 SB | Liu Hong   | 1:26:47 SB |